# Crítica de la razón pura
La Crítica de la razón pura (en alemán: Kritik der reinen Vernunft) es la obra principal del filósofo prusiano Immanuel Kant. Tuvo su primera edición en 1781. El propio Kant llegó a corregirla, publicando en 1787 una segunda edición.
Se trata de una indagación trascendental acerca de las condiciones epistémicas del conocer humano (la situación y capacidad de los humanos para conocer asuntos de diverso tipo), cuyo objetivo central es lograr una respuesta definitiva sobre si la metafísica puede ser considerada una ciencia. Entre otras cosas, Kant intenta superar la crítica al fundamento epistemológico del principio de causalidad (y por lo tanto al saber científico) que había hecho David Hume, que no tenía una respuesta satisfactoria hasta su época.
En esta obra, Kant intenta la conjunción de racionalismo y empirismo, haciendo una crítica de las dos corrientes filosóficas que se centraban en el objeto como fuente de conocimiento, y así, dando un «giro copernicano» al modo de concebir la filosofía, estudiando el sujeto como la fuente que construye el conocimiento del objeto, a través de la representación que el sujeto, mediante la sensibilidad inherente a su naturaleza, toma del objeto.
Entre las resistencias que encontró la obra se puede citar que Pío VIII, antes de llegar a papa católico, como prefecto de la Congregación del Índice prohibió bajo amenaza de excomunión la lectura de la Crítica de la razón pura (decreto del 8 de julio de 1827).

## Principales partes de la obra
La Crítica de la razón pura está dividida en dos grandes secciones: la «Doctrina trascendental de los elementos» y la «Doctrina trascendental del método». A su vez, la «Doctrina trascendental de los elementos» se divide en dos partes: la «Estética trascendental» y la «Lógica trascendental», y esta última parte está subdividida en «Analítica trascendental» y «Dialéctica trascendental». Todo esto, sin embargo, va precedido por una importante introducción.

### Introducción
Kant abre la obra discutiendo la posibilidad de la existencia de juicios sintéticos a priori, juicios que agregan nueva información (donde el predicado «no está contenido» en el sujeto) y que son de carácter universal y necesarios; es decir, anteriores a cualquier experiencia. 

«(…) No hay duda alguna de que todo nuestro conocimiento comienza con la experiencia. Pues, ¿por dónde iba a despertarse la facultad de conocer, para su ejercicio, como no fuera por medio de objetos que hieren nuestros sentidos y ora provocan por sí mismos representaciones, ora ponen en movimiento nuestra capacidad intelectual para compararlos, enlazarlos, o separarlos y elaborar así, con la materia bruta de las impresiones sensibles, un conocimiento de los objetos llamado experiencia? Según el tiempo, pues, ningún conocimiento precede en nosotros a la experiencia y todo conocimiento comienza con ella(…)»
Immanuel Kant, Crítica de la razón pura, José del Perojo, B1 (trad. I, pp. 67-68).

La existencia de juicios sintéticos a posteriori es innegable. Son los juicios fácticos, empíricos y por tanto contingentes. Lo que quiere hacer Kant es trascender la gnoseología de Hume de cuestiones de hechos y relaciones de ideas (juicios sintéticos a posteriori y juicios analíticos a priori) y superar la metafísica dogmática de los racionalistas.
Kant comienza la obra aceptando la existencia de juicios sintéticos a priori en la física y la matemática; entonces existen esos juicios. Lo que va a indagar es «cómo son posibles esos juicios» cuya existencia es, según él, «obvia». Para, a partir de esa investigación, ver si es posible la existencia de este tipo de juicios en la metafísica (lo cual tendrá una respuesta negativa).
Cabe decir que, si bien la parte donde «muestra» cómo son esos juicios sintéticos a priori en las matemáticas es correcta, la parte sobre la existencia de esos mismos juicios en la física es, a criterio de una gran cantidad de críticos (Korner, Romeo & Molina, Martin, etc.) bastante dudosa.

### Doctrina trascendental de los elementos
En esta primera parte, Kant argumenta que todo conocimiento requiere la concurrencia de dos facultades radicalmente heterogéneas de la mente: la sensibilidad y el entendimiento. Por la primera los objetos nos son dados, mientras que por la segunda éstos son pensados.

Llamo trascendental a todo conocimiento que se ocupa no tanto de objetos, cuanto de nuestro modo de conocerlos.
Crítica de la razón pura, B 26

#### Estética trascendental

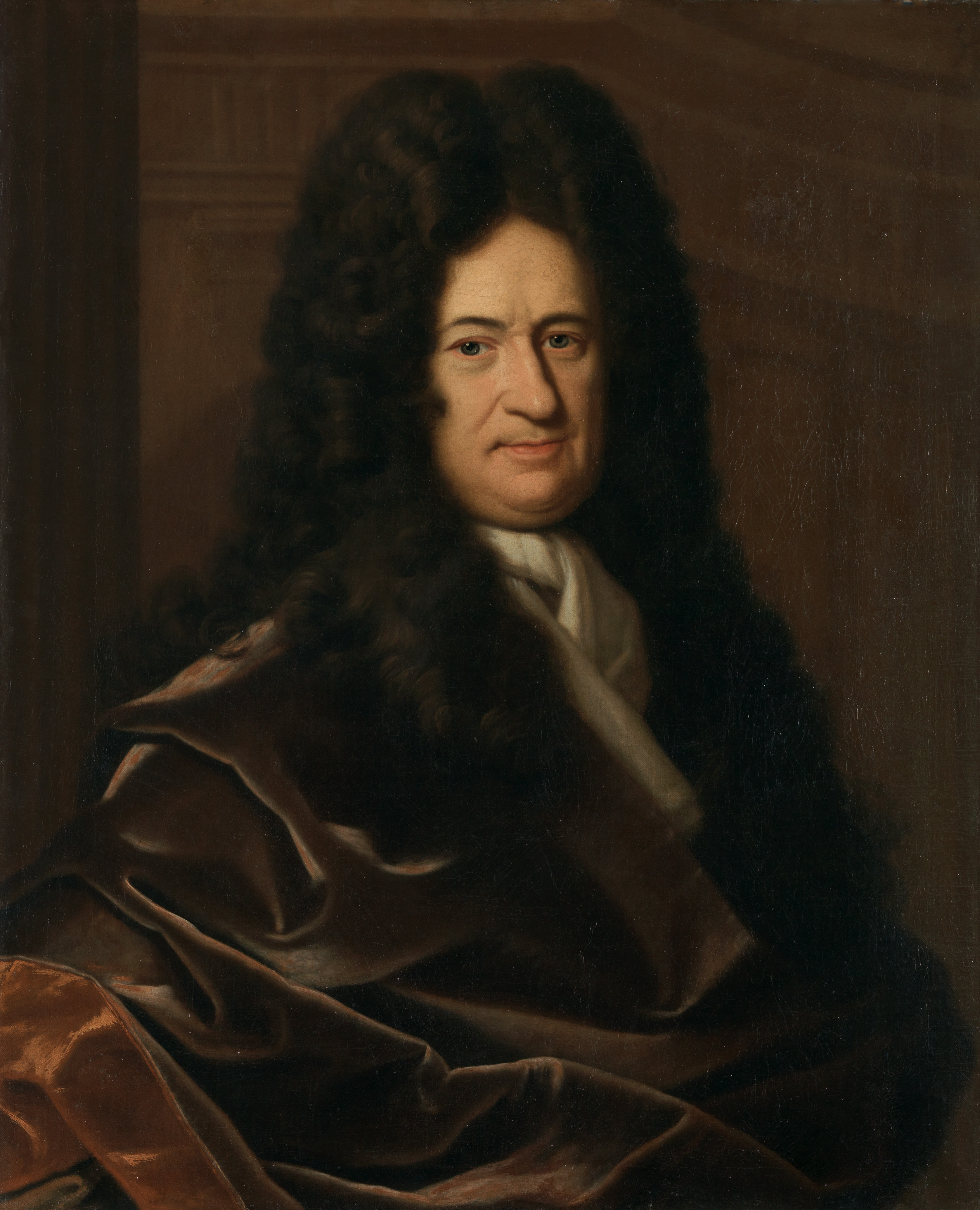
Al proponer sus definiciones de espacio y tiempo, el alemán Gottfried Leibniz había ampliado a esos conceptos básicos las ideas de Galileo sobre movimiento y velocidad relativa, en que ambas dependen completamente del sistema de referencias usado para observar los fenómenos. Leibniz conjugó estas ideas con su teoría de las mónadas, alcanzando una visión, radical para la época, de la relatividad temporal y espacial.

En la primera parte de la Crítica de la razón pura, la estética trascendental, Kant analiza la primera facultad que interviene en el proceso de conocimiento: la sensibilidad. Gracias a esta facultad podemos construir una representación de la realidad, es decir, percibir el mundo.
Para Kant, la sensibilidad es como una ventana que permite al sujeto ver el mundo, aunque al mismo tiempo nos condiciona a verlo de una manera determinada.
Para entenderla, es útil contrastarla con las ideas de sus predecesores, Leibniz y Newton:

#### Tiempo y espacio en Leibniz:
- Espacio: Para Leibniz, el espacio no es una entidad independiente, sino una relación entre objetos. Es una colección de posibles relaciones espaciales entre mónadas (sustancias simples e indivisibles que componen la realidad). El espacio no existe independientemente de los objetos que lo ocupan.
- Tiempo: Similar al espacio, el tiempo es una relación entre sucesiones de eventos. No es una corriente que fluye independientemente de los eventos, sino una forma de entender cómo se relacionan entre sí.

#### Tiempo y espacio en Newton:

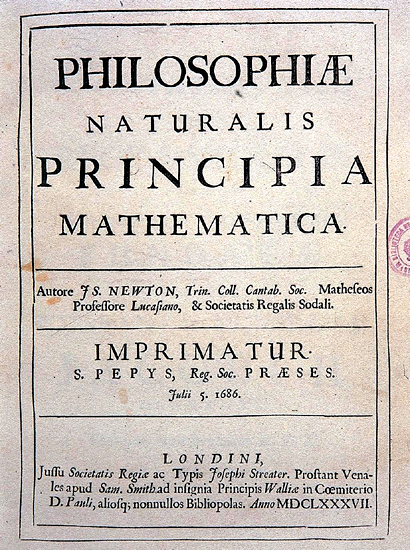
Philosophiæ naturalis principia mathematica, obra de 1687 en la que Newton propuso sus definiciones del tiempo, espacio y movimiento, junto con sus 3 leyes de la mecánica (la base de la mecánica clasica) y su versión del cálculo infinitesimal (creado en paralelo a la versión de Leibnitz), por lo que se le considera una obra capital de la llamada "revolución científica". Las definiciones de Newton, que se enfrentaban a ideas aristotélicas que habían sido hegemónicas en el ámbito europeo, mediterraneo y árabe por más de dos milenios, alcanzaron gran prestigio a partir del, al ser aplicadas a modelos físicos que lograron éxitos en ser predictivos respecto de fenómenos del mundo natural.

- ''Philosophiæ naturalis principia mathematica'', obra de 1687 en la que Newton propuso sus definiciones del tiempo, espacio y movimiento, junto con sus 3 leyes de la mecánica (la base de la mecánica clasica) y su versión del cálculo infinitesimal (creado en paralelo a la versión de Leibnitz), por lo que se le considera una obra capital de la llamada "revolución científica". Las definiciones de Newton, que se enfrentaban a ideas aristotélicas que habían sido hegemónicas en el ámbito europeo, mediterraneo y árabe por más de dos milenios, alcanzaron gran prestigio a partir del siglo XVII, al ser aplicadas a modelos físicos que lograron éxitos en ser predictivos respecto de fenómenos del mundo natural.Espacio: Newton concibe el espacio como absoluto, independiente de los objetos que lo ocupan. Es un contenedor infinito e inmutable en el que se sitúan los objetos y se desarrollan los eventos. El espacio newtoniano es homogéneo (igual en todas partes) e isótropo (igual en todas las direcciones).
- Tiempo: Al igual que el espacio, el tiempo es absoluto para Newton. Fluye de manera uniforme para todos los observadores, independientemente de su movimiento o ubicación. El tiempo newtoniano es una línea recta infinita en la que se suceden los eventos.

«…En cuanto al tiempo, espacio, lugar y movimiento, son de sobra conocidos para todos. Hay que señalar, sin embargo, que el vulgo no concibe estas magnitudes si no es con respecto a lo sensible. De ello se originan ciertos prejuicios para cuya destrucción conviene que las distingamos en absolutas y relativas, verdaderas y aparentes, matemáticas y vulgares. I. El tiempo absoluto, verdadero y matemático en sí y por su naturaleza y sin relación a algo externo, fluye uniformemente, y por otro nombre se llama duración; el relativo, aparente y vulgar, es una medida sensible y externa de cualquier duración, mediante el movimiento (sea la medida igual o desigual) y de la que el vulgo usa en lugar del verdadero tiempo; así, la hora, el día, el mes, el año. II. El espacio absoluto, por su naturaleza y sin relación a cualquier cosa externa, siempre permanece igual e inmóvil; el relativo es cualquier cantidad o dimensión variable de este espacio, que se define por nuestros sentidos según su situación respecto a los cuerpos, espacio que el vulgo toma por el espacio inmóvil: así, una extensión espacial subterránea, aérea o celeste definida por su situación relativa a la Tierra. El espacio absoluto y el relativo son el mismo en especie y en magnitud, pero no permanecen siempre el mismo numéricamente. Pues si la Tierra, por ejemplo, se mueve, el espacio de nuestra atmósfera que relativamente y respecto a la Tierra siempre permanece el mismo, ahora será una parte del espacio absoluto por la que pasa el aire, después otra parte y así, desde un punto de vista absoluto, siempre cambiará. III. Lugar es la parte del espacio que un cuerpo ocupa y es, en tanto que espacio, absoluto o relativo. Digo parte del espacio, no situación del cuerpo ni superficie externa. Pues los sólidos iguales siempre tienen lugares iguales; las superficies, en cambio, por la desemejanza de las figuras son muchas veces desiguales. La situación, hablando propiamente, no tiene cantidad y no es tanto un lugar cuanto una propiedad del lugar. El movimiento del todo es el mismo que la suma de los movimientos de las partes, esto es, la traslación del todo de su lugar es la misma que la suma de las traslaciones de sus lugares de las partes, y por tanto, el lugar del todo es igual a la suma de los lugares de las partes y, por consiguiente, interno y solidario con el cuerpo…»
Isaac Newton (1687), Philosophiæ naturalis principia mathematica, Definición 8, Escolio 1.

Síntesis de Kant
Immanuel Kant propone una visión que reconcilia elementos de las perspectivas de Leibniz y Newton, pero que también introduce una nueva dimensión:

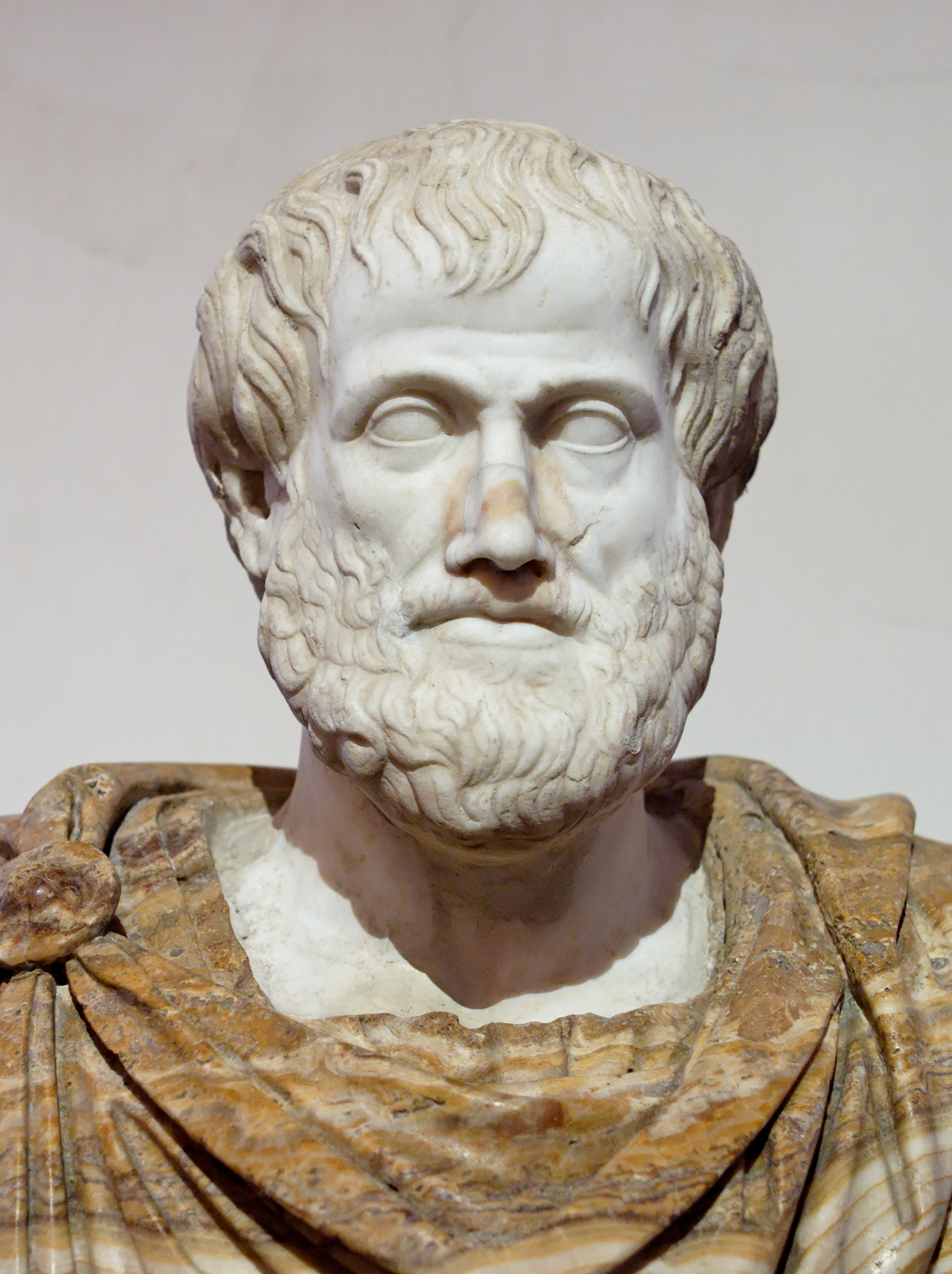
Aristóteles, el pensador históricamente más influyente definiendo el tiempo y el espacio (hasta Newton y Leibniz), defendía, además de la continuidad temporal y su constitución a partir de movimientos sucesivos, cierta dependencia de la ontología del tiempo de la percepción o sensación de la psique ("resulta imposible la existencia del tiempo sin la existencia del alma", Física. Introducción). A esta idea tradicional vuelve en parte, aunque a grandes rasgos, con nuevos énfasis y extrayendo nuevas implicaciones, la Crítica de la razón pura.

Espacio y tiempo como formas de la intuición: Kant argumenta que el espacio y el tiempo no son ni meras relaciones entre objetos (como en Leibniz), ni entidades absolutas independientes de la mente (como en Newton). Más bien, son formas a priori de la sensibilidad, es decir, estructuras de nuestra mente que nos permiten percibir y organizar la experiencia.
La experiencia como síntesis: Según Kant, el espacio y el tiempo son como "marcos" en los que encajamos nuestras experiencias sensoriales. No podemos percibir nada sin ubicarlo en el espacio y el tiempo. Estos "marcos" son previos a cualquier experiencia y son compartidos por todos los seres humanos.
Fenómenos y noúmenos: Kant distingue entre fenómenos (las cosas tal como las experimentamos) y noúmenos (las cosas en sí mismas, independientemente de nuestra experiencia). El espacio y el tiempo solo se aplican a los fenómenos, no a los noúmenos. No podemos conocer las cosas en sí mismas, solo cómo se nos aparecen a través de las formas de nuestra intuición.

#### Lógica trascendental
La lógica trascendental es la segunda parte en la cual está dividida la Crítica de la razón pura ya que es la parte de la metafísica más completa de todas. En esta sección se parte afirmando que el conocimiento surge de dos fuentes, que tienen relación con la capacidad que se tiene de recibir representaciones, a lo que Kant llama receptividad, y la otra es la facultad que tiene un sujeto de conocer un objeto a través de tales representaciones. Kant indica que a través de la primera se nos da un objeto y a través de la segunda lo pensamos.
Hay que notar que Kant llama entendimiento a la capacidad que tiene el sujeto de producir espontáneamente estas representaciones (Vorstellungen) en su mente (Gemüthe), o la misma receptividad del entendimiento respecto a su capacidad de atenderlas (representaciones). Kant también en el inicio de la lógica trascendental hace una diferenciación clave entre su lógica (la trascendental) y la lógica general, apuntando que esta última obedece al esclarecimiento de la forma en que un sujeto tiene de pensar, es decir las reglas del pensamiento en general. En este sentido la lógica no arroja nada sobre el contenido del conocimiento sino más bien sobre las condiciones en las que conocemos, condiciones que llegan a ser completamente indiferentes al objeto en sí.

##### Analítica trascendental
La analítica consiste en descomponer todo nuestro conocimiento a priori en elementos de conocimiento puro del entendimiento. Se sigue que el entendimiento puro se distingue incluso de la sensibilidad al ser este el que provee las reglas básicas mediante las cuales un sujeto conoce un objeto determinado de la experiencia. Kant indica que la descomposición de los contenidos del conocimiento, es una capacidad propia del entendimiento que le sirve a sí misma para poder investigar la eventual existencia de conocimiento a priori.
La base del entendimiento está dada por los conceptos, esto es que todo conocimiento se funda en conceptualizaciones varias, de carácter discursivo y no intuitivo. Estos conceptos se fundan en la espontaneidad del pensamiento, y el juicio es el conocimiento más mediato que puede tenerse de un objeto. Kant es claro al indicar que es posible reducir todos los actos del entendimiento a juicios, por lo que el conocimiento mismo vendría siendo la capacidad de juzgar que tiene el sujeto.

##### Dialéctica trascendental
Parte de la Crítica de la razón pura que estudia la Razón para comprender su funcionamiento y estructura. Recibe el nombre de «dialéctica» porque trata también los argumentos dialécticos generados por el uso puro de la razón en su afán por captar lo incondicionado, uso hiperfísico, dice Kant. La dialéctica trascendental contiene un Libro primero, denominado «Los conceptos de la razón pura», donde establece el sistema de las ideas trascendentales y los tres conceptos puros de la Razón (Vernunft), siendo estos el alma, el mundo y Dios. En el libro segundo, «Las inferencias dialécticas de la razón pura», Kant se encarga de mostrar los usos inadecuados de este sistema trascendental presentado en el Libro primero. De esta manera, este Libro segundo se puede subdividir en tres capítulos. El capítulo I, «Paralogismos de la razón pura», capítulo II, «La antinomia de la razón pura» y el capítulo III «El ideal de la razón pura».
Kant considera que la razón siempre busca la condición o fundamento de las cosas. Precisamente la investigación científica aparece como consecuencia de este afán de la Razón por la comprensión de las causas, condiciones o fundamentos de los fenómenos. Pero si el funcionamiento espontáneo de la Razón no se limita por la crítica (entiéndase el significado de la palabra crítica en un sentido kantiano), tenderá a pensar también la condición última de tres importantes esferas: la condición o fundamento último de nuestra vida psíquica, la condición o fundamento último del mundo físico y la condición o fundamento último de la totalidad de los fenómenos, tanto físicos como psíquicos. Cuando la Razón actúa de este modo incontrolado acabará pensando en los objetos tradicionales de la metafísica: el alma, el mundo como totalidad y Dios. Kant creyó que este uso de la razón —al que denomina dialéctico— es inadecuado y da lugar a sofismas y contradicciones.

### Doctrina trascendental del método
En la segunda parte de la Crítica de la razón pura se determinan las condiciones formales del sistema completo de la razón pura. En ella se tratan una disciplina, un canon, una arquitectónica y una historia de la razón pura. En palabras de Kant, la doctrina trascendental del método consiste en "proyectar un edificio que corresponda a los materiales (los elementos, fijados en la primera parte de esta Crítica) de que disponemos y que sea, a la vez, conforme a nuestras necesidades" (KrV, A 707, B 735).

## Traducciones
- Crítica de la razón pura en la Biblioteca Virtual Miguel de Cervantes.
- Crítica de la razón pura. Trad. de Manuel García Morente. Madrid, Tecnos, 2002. ISBN 978-84-309-3810-0.
- Crítica de la razón pura. Trad. de Pedro Ribas. Madrid, Alfaguara–Santillana, 1997 (13.ª ed.). ISBN 84-204-0407-1.
- Crítica de la razón pura. Trad. de Mario Caimi. Buenos Aires, Ediciones Colihue, 2007 (1.ª ed.). ISBN 978-950-563-049-3.
- Crítica de la razón pura. Edición bilingüe. Traducción, estudio preliminar y notas de Mario Caimi. México: FCE, UAM, UNAM; 2009. ISBN 978-607-16-0119-3.
- Crítica de la razón pura. Introducción, traducción, notas e índices de Pedro Ribas. Madrid, Taurus, 2016 (4.ª ed.). ISBN 978-84-306-0709-9.